# Fuksja – mała czarodziejka
Fuksja – mała czarodziejka (Foeksia de Miniheks, 2010) – holenderski film familijny na podstawie książki Paula van Loona „Foeksia de miniheks”. Film w Polsce emitowany jest za pośrednictwem kanału TV Puls.

## Fabuła
W lesie wiedźm czarownik Kwark (Porgy Franssen) znajduje jajko, z którego wykluwa się Fuksja (Rachelle Verdel). W szkole pani Minuul (Annet Malherbe), uczy się jak zostać prawdziwą czarodziejką.

## Obsada
- Rachelle Verdel(inne języki) jako Fuksja
- Marcel Hensema(inne języki) jako wuj Rogier
- Annet Malherbe(inne języki) jako Minuul
- Porgy Franssen(inne języki) jako Kwark
- Lorenso van Sligtenhorst jako Tommie
- Chantal Hildering
- Melanie Reindertsen
- Valérie Pos(inne języki)
- Esra Horuz
- Eefje Paddenburg(inne języki)
- Lauren Schuitemaker

## Wersja polska
Udźwiękowienie wersji polskiej: na zlecenie Polmedia – Studio Sonido

Reżyseria i kierownictwo produkcji: Tomasz Niezgoda

Tłumaczenie: Monika Szpetulska

Teksty piosenek: Bogusław Nowicki

Wystąpili: 
- Joanna Jabłczyńska − Fuksja
- Mieczysław Morański
- Joanna Pach
- Piotr Warszawski
- Olga Szomańska
- Anita Sokołowska
- Piotr Brzostyński
- Julita Kożuszek
- Helena Górecka
- Marina Czyżowska

i inni 
Lektor: Piotr Warszawski